# 市原市立五井小学校
市原市立五井小学校（いちはらしりつ ごいしょうがっこう）は、千葉県市原市五井東にある公立小学校。文部科学省の学校コードはB112210004379、旧学校調査番号は121055。通称は五小（ごしょう）、五井小（ごいしょう）。

## 概要
市原市北西部の五井地区に位置する。2023年（令和5年）4月1日現在、市原市立水の江小学校についで2番目に児童数が多い。

## 沿革

### 概歴
1874年（明治7年）3月、北五井学校（千光寺）と南五井学校（竜善院）が仮学校として開校した。1876年（明治9年）10月に生徒数増加のため北五井学校は五井村第469番地（現：五井中央西2丁目11番地12）から同村第660番地の元薬師庵廃跡地に移転している。1883年（明治16年）には、南北両校ともに初等科・中等科の小学校に改めている。
1884年（明治17年）に南五井学校が北五井学校に吸収される形で五井小学校が開校した。1886年（明治19年）に五井5108番地に移転したのち、1887年（明治20年）には小学校令発布により五井尋常小学校に改称し、1892年（明治25年）には高等科を設置して、五井尋常高等小学校に改称した。1894年（明治27年）、1902年（明治35年）、1911年（明治44年）には校舎増築を実施している。
1941年（昭和16年）には国民学校令発布により五井国民学校に改称し、1947年（昭和22年）の学校教育法施行に伴って五井町立五井小学校となった。1963年（昭和63年）には市原市が市制施行し、市原市立五井小学校と改称した。1971年（昭和46年）に、児童数増加と校舎老朽化による校舎建て替えに伴って、五井5108番地から五井4111番地（現：五井東1丁目6番地3）に移転している。なお、旧所在地には五井会館が建設された。同年、五井6000番地台の学区を、市原市立若葉小学校の新規開校により分離している。

### 年表
年表は以下の通りである。
- 1874年（明治7年）3月 - 北五井学校と南五井学校がそれぞれ開校する。
- 1884年（明治17年） - 北五井学校と南五井学校が合併して五井小学校に改称。
- 1886年（明治19年） - 五井5108番地に移転。
- 1887年（明治20年） - 五井尋常小学校に改称。
- 1892年（明治25年） - 五井尋常高等小学校に改称。
- 1941年（昭和16年） - 五井国民学校に改称。
- 1947年（昭和22年）
  - 4月1日
    - 五井町立五井小学校に改称。
    - 五井町立五井中学校の仮校舎を敷地内に設置。
- 1963年（昭和38年） - 市原市立五井小学校に改称。
- 1971年（昭和46年） 
  - 1月8日 - 五井5108番地から五井4111番地に移転。
  - 3月22日 - 五井土地区画整理組合から玄関前の大噴水が寄贈される。
  - 4月1日 - 市原市立若葉小学校を分離開校。五井6000番台を通学区域から分離。

## 校章・校歌

### 校歌
詳細は以下の通りである。
- 作詞：草野心平
- 作曲：渡邊浦人

## 施設

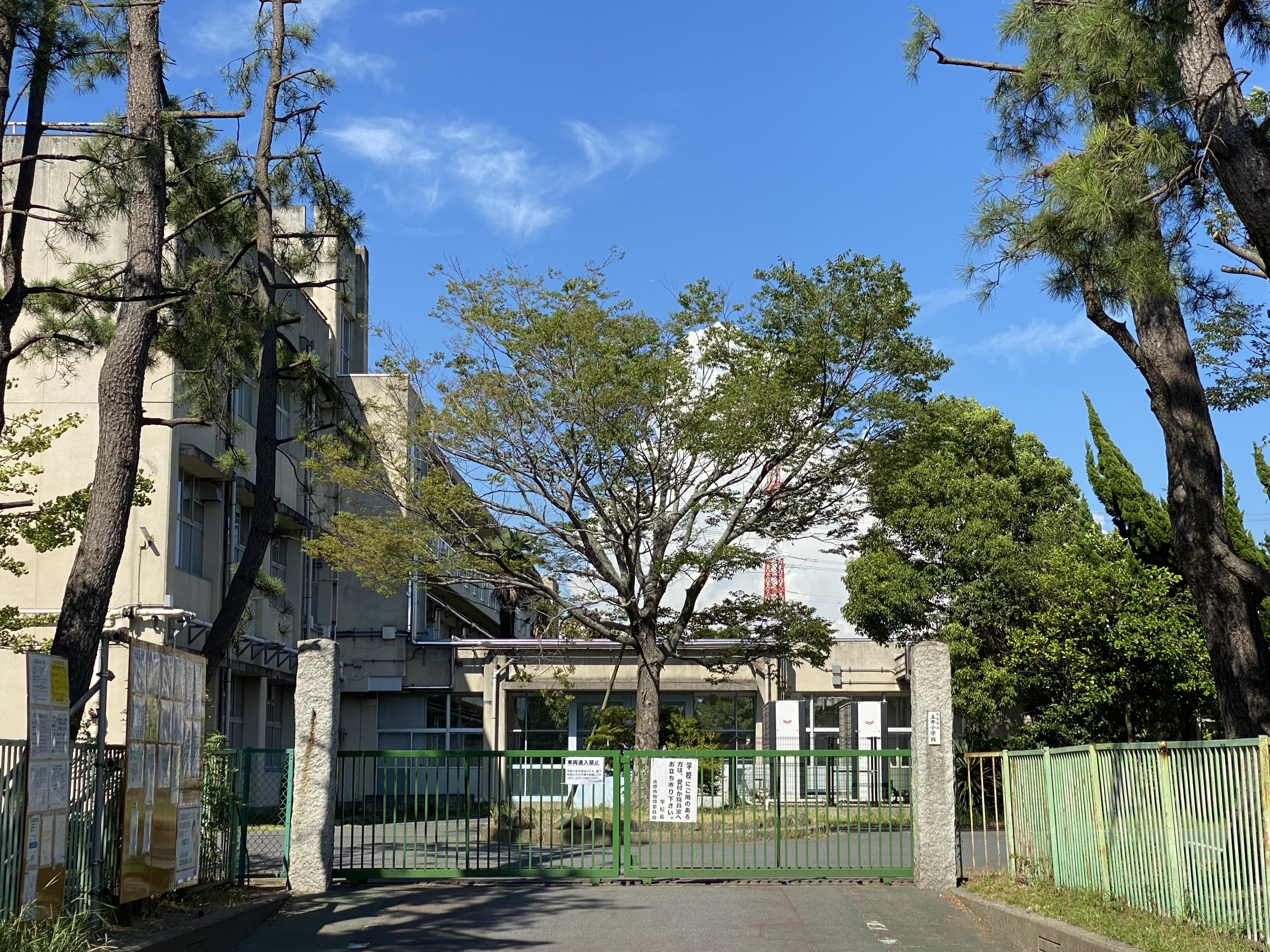
門

### 敷地
現在所在している敷地の詳細は以下のとおりである。
- 所在地：〒290-0055　千葉県市原市五井東1丁目6番地3（旧：五井4111番地）
- 所有者：市原市
- 敷地面積：31,437m2
- 用途地域：第一種住居地域
- 指定建蔽率：60%
- 指定容積率：200%
- 取得価格：1,069,090,000円

### 建物
敷地内の建物は以下の通りである。
| 棟番号 | 棟名称     | 構造 | 階数        | 延床面積   | 建築年 | 耐震情報 |
| ------ | ---------- | ---- | ----------- | ---------- | ------ | -------- |
| 001    | 校舎-1     | RC造 | 地上3階建て | 6,300.00m2 | 1970年 | IS値0.74 |
| 002    | 体育館     | RC造 | 地上2階建て | 1,126.00m2 | 1973年 | IS値0.90 |
| 003    | 倉庫・物置 | 木造 | 地上1階建て | 60.00m2    | 1971年 | -        |
| 004    | 倉庫・物置 | 木造 | 地上1階建て | 56.00m2    | 1993年 | -        |
| 005    | 倉庫・物置 | 木造 | 地上1階建て | 26.00m2    | 1974年 | -        |
| 006    | 倉庫・物置 | 木造 | 地上1階建て | 20.00m2    | 1982年 | -        |
| 007    | 倉庫・物置 | S造  | 地上1階建て | 15.00m2    | 1993年 | -        |
| 008    | 校舎・園舎 | S造  | 地上1階建て | 11.00m2    | 1998年 | -        |

### 併設施設
- 五井小学校第一児童クラブ
- 五井小学校第二児童クラブ
- 五井小学校第三児童クラブ

## 規模

### 現在
各校の2022年（令和4年）5月1日現在の情報は以下の通りである。
| 児童数   | 829名     | 1年生     | 117名     | 学級数    | 29学級    | 1年生     | 4学級     |
| 児童数   | 829名     | 2年生     | 125名     | 学級数    | 29学級    | 2年生     | 4学級     |
| 児童数   | 829名     | 3年生     | 141名     | 学級数    | 29学級    | 3年生     | 4学級     |
| 児童数   | 829名     | 4年生     | 140名     | 学級数    | 29学級    | 4年生     | 4学級     |
| 児童数   | 829名     | 5年生     | 164名     | 学級数    | 29学級    | 5年生     | 5学級     |
| 児童数   | 829名     | 6年生     | 142名     | 学級数    | 29学級    | 6年生     | 4学級     |
| 学区面積 | 4.208 km2 | 4.208 km2 | 4.208 km2 | 4.208 km2 | 4.208 km2 | 4.208 km2 | 4.208 km2 |
| 学区人口 | 14,854人  | 14,854人  | 14,854人  | 14,854人  | 14,854人  | 14,854人  | 14,854人  |

### 推移
各年度4月1日現在の全校生徒数と普通学級数は以下の通りである。
| 年度                   | 全校生徒数 | 普通学級数 | 備考            |
| ---------------------- | ---------- | ---------- | --------------- |
| 1981年度（昭和56年度） | 1,285名    | 34学級     | 市内3番目の規模 |
| 2007年度（平成19年度） | 899名      | 30学級     | 市内1番目の規模 |
| 2008年度（平成20年度） | 902名      | 31学級     | 市内2番目の規模 |
| 2009年度（平成21年度） | 910名      | 33学級     | 市内1番目の規模 |
| 2010年度（平成22年度） | 930名      | 33学級     | 市内1番目の規模 |
| 2011年度（平成23年度） | 952名      | 33学級     | 市内1番目の規模 |
| 2012年度（平成24年度） | 944名      | 34学級     | 市内1番目の規模 |
| 2013年度（平成25年度） | 935名      | 34学級     | 市内2番目の規模 |
| 2014年度（平成26年度） | 970名      | 36学級     | 市内1番目の規模 |
| 2015年度（平成27年度） | 960名      | 35学級     | 市内1番目の規模 |
| 2016年度（平成28年度） | 962名      | 36学級     | 市内1番目の規模 |
| 2017年度（平成29年度） | 924名      | 35学級     | 市内1番目の規模 |
| 2018年度（平成30年度） | 952名      | 35学級     | 市内1番目の規模 |
| 2019年度（平成31年度） | 928名      | 32学級     | 市内1番目の規模 |
| 2020年度（令和2年度）  | 898名      | 32学級     | 市内1番目の規模 |
| 2021年度（令和3年度）  | 874名      | 30学級     | 市内1番目の規模 |
| 2022年度（令和4年度）  | 829名      | 29学級     | 市内1番目の規模 |
| 2023年度（令和5年度）  | 不明       | 不明       | 市内2番目の規模 |

## 通学区域
以下の町丁字とその範囲を通学区域として指定している。
- 藤井の一部
- 出津の一部
- 村上の一部
- 平田
- 岩野見
- 五井東1 - 2丁目、3丁目の一部
- 五井の一部
- 五井中央東1 - 2丁目
- 五井中央西1・3丁目、2丁目の一部
- 五井中央南1丁目の一部
- 更級1 - 5丁目

## 通学区域内施設
- 五井駅
- サンプラザ市原
- 市原市立中央図書館
- いちはら子ども未来館（旧：市原市勤労会館）
- 市原市保健センター
- 市原市子育てネウボラセンター
- 上総更級公園
- アリオ市原
  - イトーヨーカドーアリオ市原店
- カインズモール市原
- ケーズデンキ市原五井店
- ツタヤ市原五井店

## 中学校区
- 市原市立五井中学校

## 隣接小学校区
- 市原市立市原小学校
- 市原市立白金小学校
- 市原市立若葉小学校
- 市原市立京葉小学校
- 市原市立東海小学校
- 市原市立国分寺台小学校
- 市原市立国分寺台西小学校

## 出身有名人
- 積田景介（FC琉球所属サッカー選手）